# Weltweite Freundschaften – Freiburg und seine Partnerstädte
Weltweite Freundschaften – Freiburg und seine Partnerstädte  (Worldwide Friendship) ist ein Dokumentarfilm des Produzenten und Regisseurs  Bülent Gençdemir, der am 9. April 2018 seine Premiere feierte. Die Produktion der Südfilm GmbH war sowohl in Deutschland als auch in den USA in den Kinos zu sehen und gilt zu den Filmen mit den häufigsten Produktionsorten weltweit.

## Inhalt
Der Film zeigt Aufnahmen aus den insgesamt zwölf Partnerstädten Freiburgs. Gedreht wurde in Madison (USA), Wiwilí (Nicaragua), Padua (Italien), Suwon (Südkorea), Tel Aviv (Israel), Matsuyama (Japan), Guildford (England), Lwiw (Ukraine), Besançon (Frankreich), Isfahan (Iran), Innsbruck (Österreich) und Granada (Spanien).
Porträtiert wurden die unterschiedlichen Städte anhand von Interviews und Landschaftsaufnahmen. Bülent Gençdemir und sein Team begegneten dabei den unterschiedlichsten Sprachen, Sitten und Kulturen.
Weltweite Freundschaften beleuchtet Land und Leute in den Partnerstädten ebenso wie den generellen Sinn solcher Städtepartnerschaften, deren Geschichte und deren Grenzen – ein Vorbild zur Völkerverständigung für die Weltpolitik.

## Hintergrund
Mit zwölf Partnerstädten hat sich Freiburg über viele Jahre verbunden. Es begann 1959 mit der französischen Stadt Besançon, zuletzt kamen im Jahr 2015 Wiwilí in Nicaragua, das israelische Tel Aviv-Yafo und Suwon in Südkorea dazu.
Anlässlich des 50. Geburtstages der Partnerschaft mit Padua in Italien im Jahr 2017 und des Doppeljubiläums der beiden dreißigjährigen Partnerschaftsabkommen mit Madison (USA) und Matsuyama (Japan) gab die Stadt Freiburg den Dokumentarfilm in Auftrag.
Dafür reisten Bülent Gençdemir und sein Team insgesamt 59.354 Kilometer rund um die Welt und führten 59 Interviews. Dabei entstanden 1245 Minuten Rohmaterial.

## Kommentar
„Partnerstädte sind Fenster zur Welt – sie öffnen die Augen und erweitern den Horizont. Sie ermöglichen direkte Begegnungen, und das nicht nur zwischen Bürgermeistern oder Stadtverwaltungen, sondern vor allem auch zwischen Bürgerinnen und Bürgern, unbürokratisch, persönlich und oft selbstorganisiert. Ich freue mich sehr, dass es jetzt einen professionell produzierten Film gibt, der diese Erfolgsgeschichte so ansprechend vermittelt“, so Oberbürgermeister Dieter Salomon zum Abschluss der Dreharbeiten.